# فرانك مونتجومري
فرانك مونتجومري (بالإنجليزية: Frank Montgomery)‏ هو مخرج وممثل أمريكي، ولد في 14 يونيو 1870 في الولايات المتحدة، وتوفي في 18 يوليو 1944 بهوليوود في الولايات المتحدة.

## وصلات خارجية
- فرانك مونتجومري على موقع IMDb (الإنجليزية)
- فرانك مونتجومري على موقع أول موفي (الإنجليزية)
- فرانك مونتجومري على موقع قاعدة بيانات الأفلام السويدية (السويدية)
- فرانك مونتجومري على موقع قاعدة بيانات الفيلم (الإنجليزية)
- فرانك مونتجومري على موقع كينوبويسك (الروسية)